# Beggars Banquet Records
Beggars Banquet är ett engelskt independent-skivbolag, det hela började som en kedja av skivaffärer, ägda av Martin Mills och Nick Austin. 1977 bestämde de sig för att skapa ett skivbolag på namnet, det första bandet som skrev kontrakt med Beggars Banquet var det engelska punkbandet The Lurkers. 
Skivbolagen Situation Two och 4AD är dotterbolag till Beggars Banquet.

## Nuvarande och före detta artister/band
- Bauhaus
- Biffy Clyro
- The Cult
- Dead Fly Buchowski
- The Fall
- Fields of the Nephilim
- Film School
- Gene Loves Jezebel
- The Icicle Works
- Mark Lanegan Band
- The National
- Gary Numan
- Oceansize
- Sun Dial
- Tindersticks
- Tubeway Army